# Beatrijs Sluijter
Beatrijs Cornelia Maria Sluijter (Utrecht, 18 juli 1954) is een Nederlandse stemactrice en -regisseuse. 
Sinds 1995 is ze de vaste stem van het CBR. Ook heeft zij onder meer de stem van Cherry uit de televisieserie Dommel ingesproken en die van Rustige Smurf uit De Smurfen. In Bruine Beer in het Blauwe Huis  leende zij haar stem aan Luna de Maan. Daarnaast is zij te horen in Argaï als Koningin Dark/Koningin Oreale, De Drieling, Pokémon als Delia Ketchum en in een reeks Harry Potter-computerspellen. Ook heeft zij voor Disney een vaste rol in onder andere de films over Winnie de Poeh en de 101 Dalmatiërs, en in de drie Toy Story-films. Eind jaren zeventig maakte zij deel uit met Jan Simon Minkema en Hetty Heyting van Kindercabaret ‘Potvoordrie’. Rond 1982 was zij tevens enige tijd presentatrice voor de AVRO Radio (o.a. Sportpanorama).

## Stemmenwerk
- 1989 – Dommel – Cherry
- 1989 – Kiki's vliegende koeriersdienst – Katinka
- 1990 – Bobobobs – Zuster Mimi
- 1990 – De Smurfen – Rustige Smurf
- 1991-1994 – Brum – Verteller
- 1991 – Winnie de Poeh – Kanga
- 1992-1996 – Huisje, Boompje, Beestje – Woes de Muis
- 1993 – Zelda: The Wand of Gamelon – Impa, Lady Alma (computerspel)
- 1994 – De Drieling
- 1995 – Babe: een buitengewone big – Fly
- 1995 – 101 Dalmatiërs – Perdita
- 1995 – Toy Story – Mrs. Davis
- 1996 – Dennis en Knarser
- 1996 – Jim Button – Jim Buttens moeder
- 1997 – 101 Dalmatiërs – Cruella Devill en Perdita
- 1997 – Bruine Beer in het Blauwe Huis – Luna de Maan
- 1997 – Princess Sissi – Hertogin Ludovika
- 1997 – Recess – Juf Finster
- 1998 – Een Luizenleven – Gypsy
- 1998 – Babe: in de grote stad – Fly
- 1998 – Pokémon – Delia Ketchum
- 1999 – Toy Story 2 – Mrs. Davis
- 2001 – Argaï – Koningin Oreale
- 2002 – ChalkZone – Moeder van Rudy
- 2002 – Assepoester II: Dromen Komen Uit – Daphne
- 2003 – Sonic X – Ella
- 2003 – Misa en de wolven – Oma
- 2003 – Barbie en het Zwanenmeer – De koningin
- 2003 – 101 Dalmatiërs II: Het avontuur van Vlek in Londen – Perdi
- 2004 – Spyro: A Hero's Tail – Sparx (computerspel)
- 2004 – Shrek 2 – Koningin Lillian
- 2005 – Barbie: Fairytopia – Topaz
- 2005 – Barbie en de magie van Pegasus – Trol / vrouw 2
- 2006 – Cars – Mevrouw Minny
- 2007 – Shrek de Derde – Koningin Lillian
- 2007 – Meet the Robinsons – Milderd
- 2007 – Ratatouille – Overige stemmen
- 2009 – Olivia
- 2009 – De Prinses en de Kikker – De regie en overige stemmen
- 2010 – Igam Ogam
- 2010 – Shrek Forever After – Koningin Lillian
- 2010 – Toy Story 3 – Mrs. Davis
- 2010 – Alice in Wonderland – Lady Ascot en Tall Flower Faces
- 2011 – Hawaiian Vacation – Bonnies moeder
- 2011 – Cars 2 – De koningin van Engeland en Mevrouw Mimmy
- 2011 – Small Fry – Queen Neptuna en Bonnies moeder
- 2011 – Harry Potter en de Relieken van de Dood deel 2 – Pomona Stronk
- 2013 – Koemba
- 2014 – Pieter Post: De film
- 2014 – Toy Story That Time Forgot – Bonnies moeder
- 2014 – Disney Infinity – Maleficent
- 2016 – The BFG - Mevrouw Clonkers / Koningin van Engeland
- 2018 – Janneman Robinson en Poeh – Kanga
- 2018 – Mary Poppins Returns – Ellen
- 2018 – Sinterklaas en de Vlucht door de Lucht – Verteller
- 2019 – Waar is het Grote Boek van Sinterklaas? – Verteller
- 2020 – Lamp Life – Bo Peep
- 2020 – Muppets Now – Beverly Pluim
- 2021 – Muppets Haunted Mansion – Beverly Pluim
- 2022 – Peperbollen, seizoen 18, afl. 13 – Martina[1]
- 2024 – The Wild Robot – Pinktail
- 2024 – Droom Producties – Paula